# پوریا اقدسی
پوریا اقدسی (pourya aghdasi)(زاده ۲۶ بهمن ۱۳۸۰ در کرج) ورزشکار و کاراته کا اهل استان البرز در ایران است . وی در تمامی رده های مختلف عضو تیم ملی کاراته ایران بوده است. پوریا اقدسی همچنین توانسته در مسابقات قهرمانی آسیا ۲۰۲۱ که در آلماتی قزاقستان برگزار شد موفق به کسب مدال برنز شود .

### زندگی نامه
پوریا اقدسی در سن 7 سالگی کاراته را زیر نظر استاد مهدی احمدی شروع کرد و در تمامی رده های سنی پایه موفق به پوشیدن پیراهن تیم ملی شد و زیر نظر مربیان نام آشنایی همچون سید شهرام هروی ، علیرضا کتیرایی ، مهران بهنام‌فر ، حسن روحانی  فعالیت نموده و پس از کسب عناوین مختلف در سال 1399 عضو تیم ملی بزرگسالان شد و در وزن منهای 55 کیلوگرم برنز مسابقات آسیایی آلماتی قزاقستان را کسب کرد. وی هم اکنون ملی پوش وزن منهای 60 کیلوگرم بزرگسالان کاراته ایران است.

### تحصیلات
پوریا اقدسی فارق التحصیل رشته تربیت‌بدنی از دانشگاه تهران است و هم اکنون نیز دانشجوی دانشکده تربیت بدنی دانشگاه تهران است .